# Belleville, Wisconsin
Belleville är en ort i Dane County i delstaten Wisconsin, USA.